# 이란 핵협정 프레임 워크

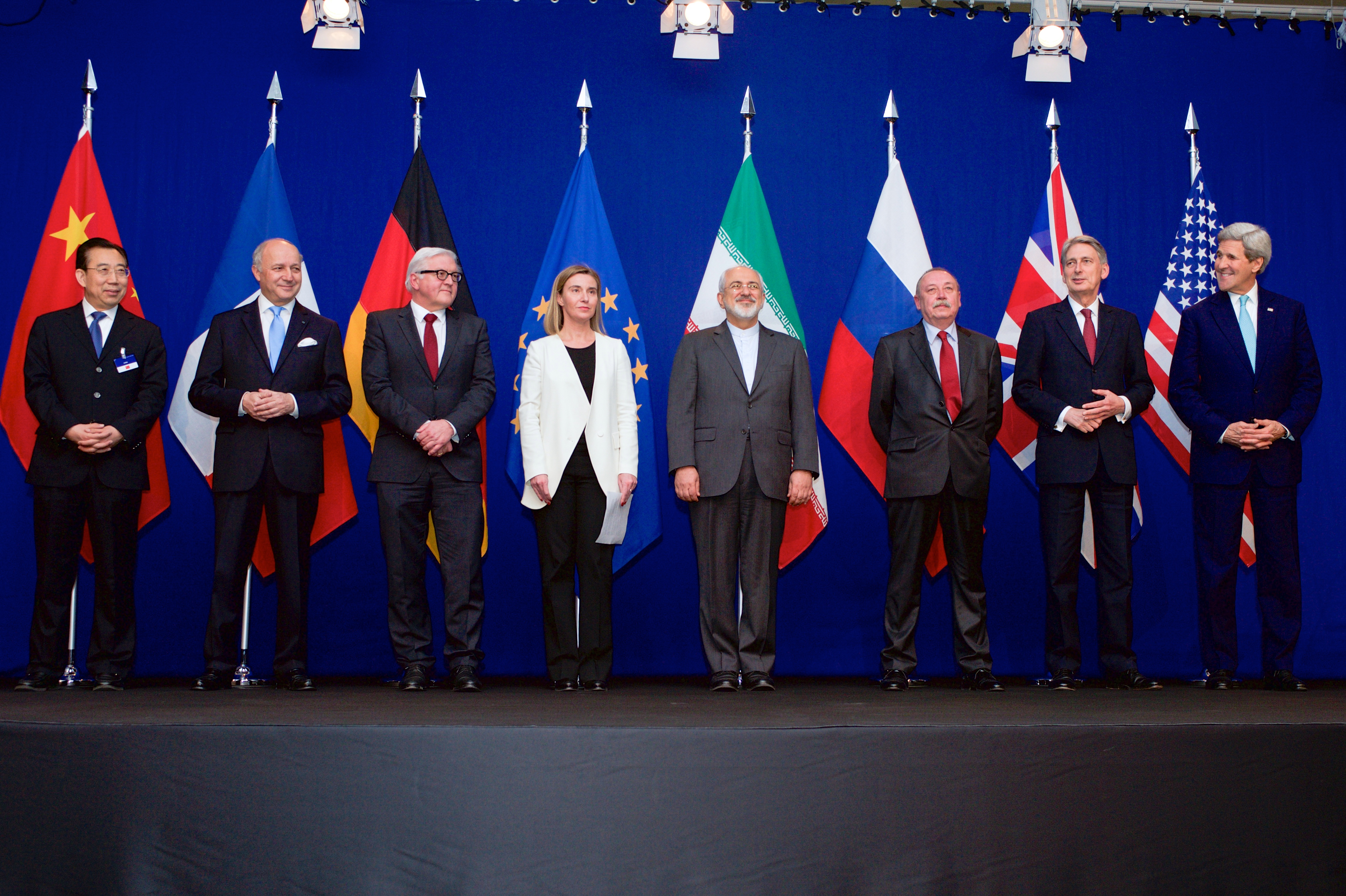
프랑스, 독일, 유럽 연합, 이란, 영국, 미국 외무부 장관과 중국과 러시아 외교관 들은 이란 핵 프로그램에 대한 포괄적인 이란 핵 협정안의 틀을 발표했다 (스위스 의 로잔, 2015년 4월 2일)

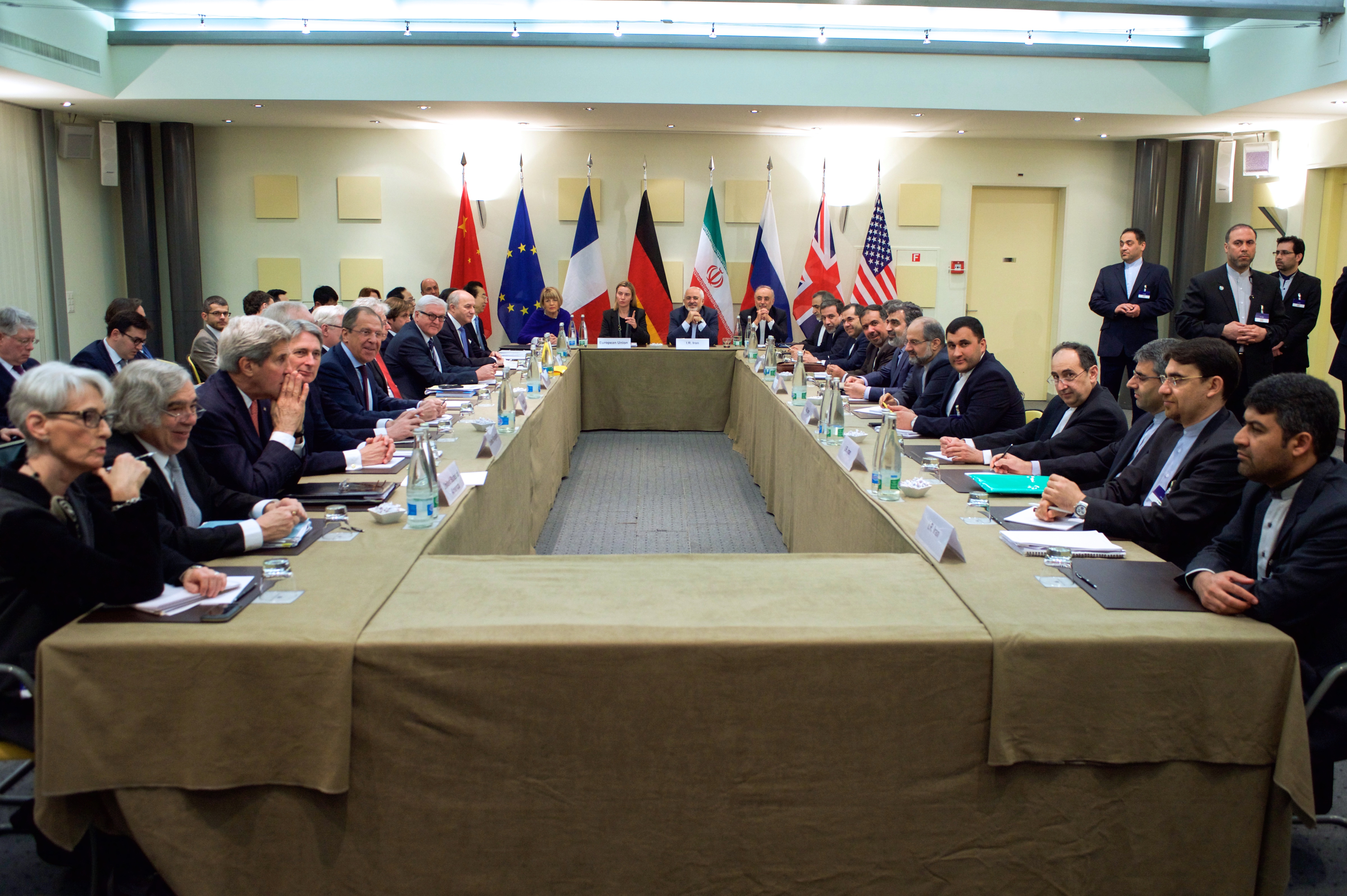
미국, 영국, 러시아, 독일, 프랑스, 중국, 유럽 연합 및이란 외무부 장관 (로잔, 2015년 3월 30일)

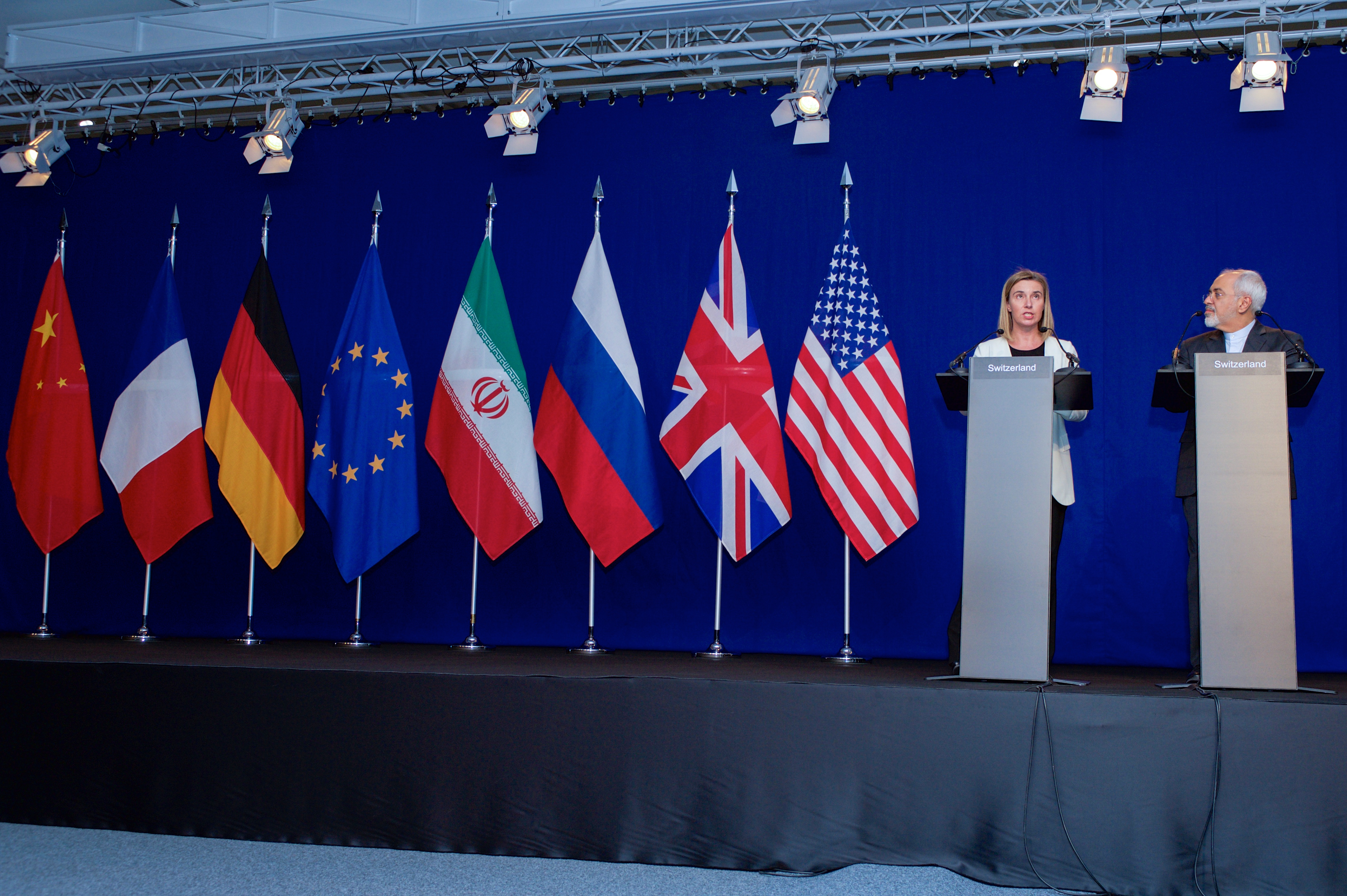
페드리카 모허리니 (Federica Mogherini) (유럽 연합 외교 문제·안보 정책 고위대표)와 모하마드 자바드 자리프 이란 외무부 장관은 로잔의 다자 협상 후 기본 협정을 발표했다 (2015년 4월 2일)

이란 핵 협상 프레임 워크는 2015년에 체결된 이란의 핵프로그램 대상으로 하는 핵협정이 결실을 걷도록 하기 위한 예비 기본 협정이었다. 이란 및 유엔 안전 보장 이사회 상임이사국 그룹 P5+1(즉 UN 유엔 안전 보장 이사회의 상임 이사국 5개 국가 - 미국, 영국, 러시아, 프랑스 및 중국 – 독일) 및 유럽 연합이 이란과의 핵협정 협상의 주요 국가 들이었다.
2015년 3월 26일부터 4월 2일까지 스위스 로잔에서 열린 일련의 회의에서 이란의 핵 프로그램에 대한 기본 협정 협상이 진행되었다.
2015년 4월 2일 회담이 마무리 되었고, 페데리카 모게리니 유럽 연합 외교 문제·안보 정책 고위대표와 모하마드 자바드 자리프 이란 외무부 장관이 기자 회견을 열었다.
이란의 핵협정 프레임 워크 거래의 합의에 도달했다. 양측은 "오늘 우리는 핵협정에 결정적인 조치를 취했다. 라고 발표했다
" 우리는 6월 30일까지 완료 할 계획 인 공동 종합 행동 계획의 주요 변수(핵 프로그램의 논쟁이 되는 이슈들)에 대한 해결책에 도달했다"고 발표했다.  이란 핵협정 프레임 워크를 발표하면서, 이란의 외무 장관 자리프 (Zarif)는 말했다 : "우리가 아직 의무를 지켜야할 합의가 확정된것 없다. 2013년 11월 제네바에서 채택한 공동 행동 계획에 따라 이미 수행 한 핵협정 의무 이외의 다른 의무는 없다. "
이란 비핵화 프레임 워크 계약은 유럽 연합 (EU)의 발행 문서에 구현 된 유럽 외부 활동 서비스, 유럽 연합 (EU) 높은 대표 페데리카 모 게리니 이란 외무 장관 자리프 자리프가 스위스 공동 성명 제목 과 발행 문서에 미 국무부의 이란의 핵 프로그램에 관한 포괄적 인 행동 계획을 발표했다.

## 계약 내용
스위스의 공동 성명에 따르면 P5 + 1 국가 와 이란은 이란 핵협정 거래의 틀에 동의했다.
이 프레임 워크에 따르면,이란은 모든 핵 관련 경제 제재를 해제하기 위해 원자력 시설을 재 설계, 전환 및 축소하고 추가 의정서 (잠정적 적용)를 채택하여 수백억 달러의 석유 수입 및 냉동 자산을 확보 할 것이다. 공동 성명서 외에도 미국과이란은 자체 사실 자료를 발표했다.

### 공동 성명
공동 성명서는 다음을 요약한다.

#### 핵물질 농축
- 이란의 농축 능력, 농축 수준 및 비축량은 지정된 기간 동안 제한된다.
- 나탄 즈 이외의 농축 시설은 없다.
- 이란은 합의 된 범위와 일정으로 원심 분리기에서 연구 개발을 수행할 수 있다.
- 지하 농축 센터 인 이란의 포르도(Fordo)[6] 은 "핵, 물리 및 기술 센터"로 전환 될 것이다.

#### 핵물질 재 처리
- 국제 벤처의 도움으로 이란의 아라크에 있는 중수 시설은 무기 급 플루토늄 부산물없이 "중수 연구 반응기"로 재 설계되고 현대화 될 것이다.
- 사용 후 핵연료는 수출되고 재 처리는 없다.

#### 모니터링(감시)
- 수정 된 코드 3.1의 구현 및 추가 프로토콜의 잠정적 적용.
- 이란은 과거와 현재의 문제를 명확히하기 위해 현대 기술에 의한 접근성을 향상시키는 국제 원자력 기구 IAEA 절차에 동의했다.

#### 경제 제재
IAEA가 이란의 주요 핵 공약 이행을 검증 할 때 :
- EU는 모든 핵 관련 경제 제재를 종료 할 것이다.
- 미국은 모든 핵 관련 2 차 경제 및 금융 제재의 적용을 중단 할 것이다.
- 유엔 안전 보장 이사회는 이전의 모든 핵 관련 이란에 대한 경제 제제 결의를 종료하고 상호 합의 된 기간 동안 특정 제한 조치를 포함하는 결의로 본 계약을 승인한다.

### 미국 및이란의 기타 나열된 매개 변수 및 반응
최종 성명서 외에도 미국과이란은 합의에 대한보다 자세한 설명을 공개했다. 양측 관계자는이 초안에 대해 다른 서술을 가지고 있음을 인정한다. 미국 정부는 이번 계약의 요점을 요약 한 팩트 시트를 발표했다. 이란 최고 지도자와이란 국방 장관을 포함한이란 고위 관리들은 문서가 발표 된 직후 해결되지 않은 핵심 요점에 대해 이의를 제기했다.

#### 검사 및 투명성
이란은 국제 원자력기구 (IAEA)에 선언 된 모든 시설에 대한 접근 권한을 제공하여 핵 프로그램의 평화적 성격을 보장받을 수 있도록 해야한다. 미국 정부가 발표 한 거래의 세부 사항에 따르면, IAEA 조사관은 이란의 농축 시설, 핵 프로그램 및 우라늄 광산을 지원하는 공급망을 비롯하여 모든 우라늄 공장, 원심 분리기 및 벨로우즈 생산 및 보관 시설. 이란은 전국 어디에서나 비밀 농축 시설, 전환 시설, 원심 분리기 생산 시설 또는 옐로 케이크 생산 시설의 의심스러운 장소 또는 혐의를 조사하기 위해 IAEA에 대한 액세스 권한을 부여해야 한다. 이란은 프로그램의 군사적 차원 (PMD)에 관한 IAEA의 우려를 해결하기 위해 합의 된 조치를 시행할 것이다.

### 핵협정 계약 요약
| 최종 계약 후 4 ~ 12 개월 이내에 모든 제재를 해제 한다.                               |
| 이란이 IAEA 보고서 및 검사에 따라 준수하지 않으면 구 제재 복원 메커니즘을 개발 한다. |
| EU는 에너지 및 금융 제재를 제거할 것이다.                                            |
| 미국은이란과 거래하는 국내외 기업에 대한 제재를 철폐 할 것이다.                      |
| 이란 을 제재하는 모든 유엔 결의안 은 취소 될 것이다.                                 |
| 이란에 대한 모든 유엔 관련 제재가 철폐 될 것이다.                                    |

## 국제 반응

### 국제기구
유엔 – 반기문 유엔 사무 총장 은이 협정을 환영했다. "이란 핵 문제에 대한 포괄적이고 협상 된 해결책은이 지역의 평화와 안정에 기여할 것이다." 그는 말했다.
 유엔 IAEA – 국제 원자력기구 (IAEA) 사무국 장 아마노 유키야 (Yukiya Amano)는 이번 발표로 타협을 환영했다. Amano는“IAEA는 공동의 포괄적 인 행동 계획을 위한 주요 변수에 관한 E3 + 3 (5 + 1 그룹)과이란의 발표를 환영한다”고 밝혔다.

### 정부
독일 앙겔라 메르켈 독일 총리는이 협정이 파트너 협상에 잘 반영되었다고 지적했다.
 이스라엘 이스라엘   – 베냐민 네타냐후 (Benjamin Netanyahu)는 현재의 행동 계획이 이스라엘의 생존을 위협한다고 이란 핵협정 프레임 워크에 강력히 반대 했다 . 그는 또한 "이런 거래는이란의 핵폭탄 개발하는 길을 막지 못할 것"이라고 썼다. 이란은 핵무기 개발을 비밀리에 포장 하며 진행 할 것이다. " 벤자민 네타냐후 (Benjamin Netanyahu)는 모든 최종 계약에는 "이스라엘의 국가의 존재 권에 대한 명백하고 확실한 이란의 인정"이 포함되어야 하며, 이란은 이 중동 지역에서의 침략을 하는 행각을 중단 할 것을 요구했다.

## 같이 보기
- 키암 1호 (이란의 단거리 미사일)
- 이란의 핵시설
- 포괄적 공동행동계획 (이란 비핵화를 위한 인류 최초의 이란에 대한 비핵화 협정)
- 북미 정상회담- (한반도 비핵화 협정을 위하여 2018년 및 2019년도등에 시행된 북미 정상간 회담)
- 이란의 핵프로그램에 대한 시각 - (이란이 핵개발을 지속하는 것에 대한 이란과 국제적인 입장 차이)